# 시다정
시다정(椎田町)은 후쿠오카현 동부에 위치했던 지쿠조군의 정이다. 
2006년 1월 10일에 인접한 쓰이키정과 대등합병해 지쿠조정이 되어 자치단체로서의 시다정은 소멸했다. 현재는 지쿠조정의 동쪽에 편입되어 정의 중심지를 이루고 있다. 정사무소는 지쿠조 정사무소로서 업무를 수행하고 있다. 

## 지리
유쿠하시 시의 남쪽에 위치하고 북쪽은 세토 내해에 접하고 남쪽은 대부분이 산간부이다. 또한 정내에 야쓰다 지구에는 항공자위대 축성 기지가 있다.
경제적으로는 기타큐슈시의 광역경제권인 기타큐슈 도시권에 속하며, 10% 통근권 내에 있어 기타큐슈 방면으로 출퇴근하는 사람이 매우 많다. 또한 시이타역에서 기타큐슈시 고쿠라역까지는 보통열차로 약 45분, 쾌속열차로 약 35분 정도 소요된다.

## 역사
에도시대의 나카쓰 가도의 역참 마을로 번창하였다.
- 1889년 4월 1일 - 정촌제 시행에 의해 핫타촌, 가쓰라기촌, 니시스다촌이 성립하였다.
- 1896년 2월 26일 - 군 통합으로 지쿠조군이 되었다.
- 1896년 9월 2일 - 정으로 승격해 시다정이 되었다.
- 1955년 1월 1일 - 시다정, 핫타촌, 가쓰라기촌, 니시스다촌이 대등합병해, 새로운 시다정이 성립하였다.
- 2006년 1월 10일 - 시다정, 쓰이키정이 대등합병해, 고게정이 성립하였다, 동일 시다정은 소멸하였다.

## 교통

### 철도
- 규슈 여객철도 닛포 본선

### 도로
- 국도 10호선